# Marcus Grönholm
Marcus Grönholm, né le 5 février 1968 à Kauniainen/Grankulla, est un pilote de rallye finlandais. Il totalise trente victoires en mondial et deux titres de Champion du monde, en 2000 et en 2002. Son copilote, Timo Rautiainen, est aussi son beau-frère, et son propre père Ulf (dit Uffe) a été deux fois champion de Finlande des rallyes, en 1977 du Groupe 4 et en 1978 du Groupe 2.

## Carrière

### Débuts en compétition (1991-1999)
Marcus Grönholm a débuté à l'âge de 13 ans en motocross, avant de se mettre au rallye en 1986, il remporte le championnat de Finlande junior dès 1988, puis le championnat national groupe N en 1991.
De 1989 à 1998, outre son championnat national qu'il remporte à quatre reprises (1994, 1996, 1997 et 1998), il participe à quelques rallyes du championnat du monde, principalement le rallye de Finlande, au volant de Toyota Celica GT4 et Corolla WRC privées. Il est aligné à quelques reprises par l'équipe officielle Toyota en 1997 et 1998.
En 1999, il réalise également des piges pour Seat en Suède et pour Mitsubishi au Portugal, où il pointe un moment en tête du rallye avant de devoir abandonner. Il devra cependant attendre jusqu'à la mi-1999 avant d'obtenir enfin un volant de titulaire officiel en championnat du monde.

### Premiers titres avec la Peugeot 206 WRC (2000-2002)

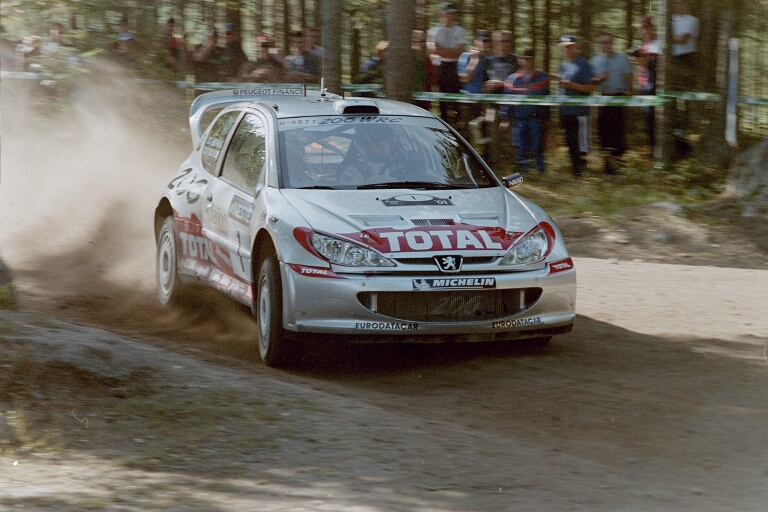
Grönholm au rallye de Finlande 2001

Engagé par Peugeot, qui retrouve le championnat du monde avec la Peugeot 206 WRC, il prend rapidement l'ascendant sur son coéquipier François Delecour. Après s'être battu pour la victoire au rallye de Finlande 1999, il remporte sa première victoire en championnat du monde au rallye de Suède 2000, ce qui constitue la première victoire de Peugeot depuis son retour. Alors qu'il devait initialement disputer uniquement les rallyes terre, en plus du rallye Monte-Carlo, étant remplacé par Gilles Panizzi sur les rallyes asphalte, Peugeot Sport décide, à la suite de ses bons résultats, de l'engager sur les rallyes asphalte restants sur une troisième voiture. Finalement, il remporte le titre de champion du monde en 2000, à la surprise générale, avec quatre victoires, pour sa première saison complète en championnat du monde.
Grönholm ne peut défendre son titre en 2001. En raison du manque de fiabilité de sa voiture et de quelques erreurs, il abandonne sept fois sur les huit premières manches de la saison. Sa deuxième partie de championnat est bien meilleure puisqu'il s'impose en Finlande, puis lors des deux dernières épreuves en Australie et en Grande Bretagne, et finit quatrième du championnat.
En 2002, il remporte aisément son deuxième titre pilote, toujours au volant de la 206 WRC, avec cinq victoires et un total de neuf podiums à son actif. Il avait également remporté le rallye d'Argentine, avant d'être disqualifié pour volant moteur trop léger. Sa domination est telle qu'il marque plus du double de points de son dauphin au championnat, Petter Solberg.

### Déclin avec Peugeot (2003-2005)

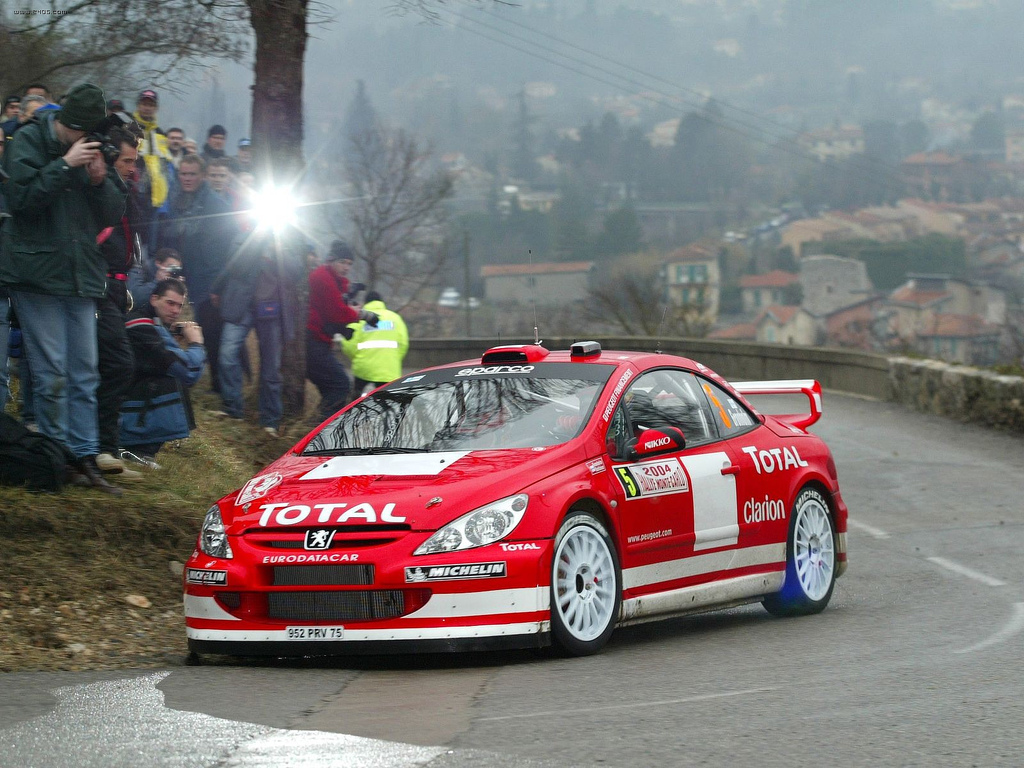
Grönholm au rallye Monte-Carlo 2004

En 2003, il remporte trois victoires, mais divers problèmes mécaniques et incidents, alliés au vieillissement de la 206 WRC, dont le développement a été arrêté, l'empêchent de se battre pour le titre jusqu'au bout, et il doit se contenter de la 6e place du classement.
La saison 2004 est encore plus difficile pour Marcus : la nouvelle Peugeot 307 WRC manque de fiabilité et Marcus Grönholm ne remporte qu'une seule victoire en Finlande, après avoir été disqualifié de sa victoire au rallye de Chypre pour pompe à eau non conforme.
En 2005, la 307 WRC est enfin fiable, mais le Français Sébastien Loeb (sur Xsara WRC) écrase le championnat. Marcus remporte tout de même deux victoires en Finlande et au Japon, ainsi que de nombreux podiums.
Lors du rallye de Grande-Bretagne, Marcus alors deuxième du rallye, se retire à la suite du décès de Michael Park (copilote de Markko Märtin sur l'autre 307 WRC) après une violente sortie de route. Marcus Grönholm termine troisième du championnat à égalité de points avec le second Petter Solberg.

### Retour au premier plan avec la Ford Focus WRC (2006-2007)

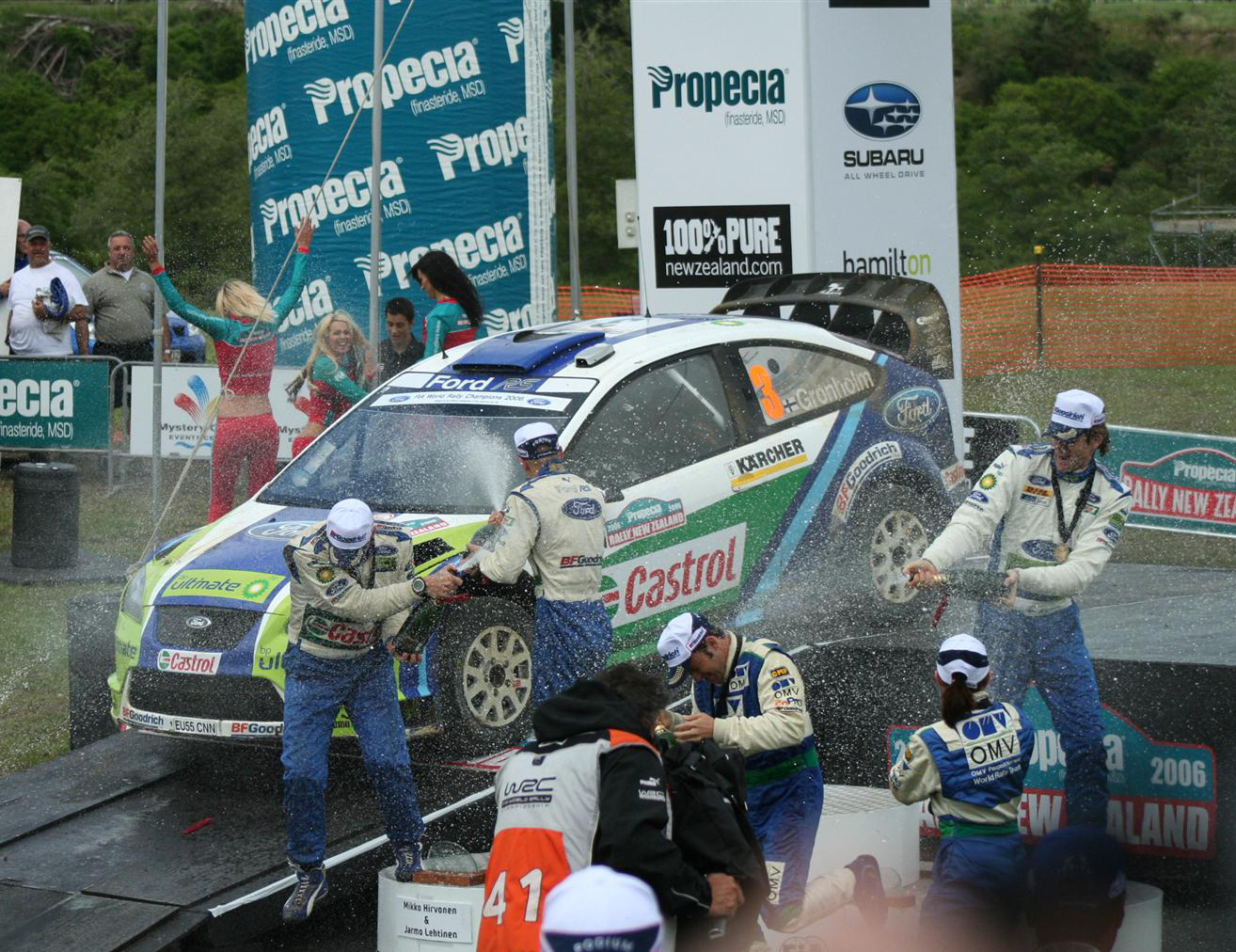
Grönholm fête sa victoire en Nouvelle-Zélande en 2006

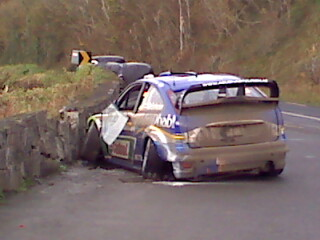
Accident au rallye d'Irlande en 2007

En 2006, à la suite du retrait de Peugeot, il rejoint l'équipe officielle Ford. Dès ses débuts au volant de la Ford Focus WRC, il remporte les rallyes Monte-Carlo, première et unique victoire sur asphalte en mondial, et de Suède. La suite de la saison est marquée par ses nombreux duels avec Sébastien Loeb : à eux deux ils se sont partagé la plupart des victoires, reléguant souvent le reste de la concurrence à plusieurs minutes. Mais malgré l'absence du Français sur les quatre derniers rallyes, à la suite d'une chute de VTT, Marcus perd le titre après être parti à la faute en Australie. Il termine second du championnat. Sa sixième victoire de la saison en Nouvelle-Zélande, devant son coéquipier Mikko Hirvonen, permet cependant à Ford de remporter le titre constructeur pour la première fois depuis 1979.
En 2007, pour sa dernière saison, il a remporté cinq victoires. En Nouvelle-Zélande, il gagne avec 0,3 secondes d'avance sur Sébastien Loeb, ce qui constitue le plus faible écart enregistré à l'issue d'un rallye de championnat du monde (record finalement battu le 16 avril 2011 par Sébastien Ogier lors du rallye de Jordanie avec 0,2 secondes d'écart sur son poursuivant Jari-Matti Latvala). Quelques jours après cette victoire, il annonce son retrait de la compétition mondiale à la fin de la saison.
Au rallye d'Irlande, Marcus Grönholm, sorti de la route dans la quatrième épreuve spéciale, est évacué en ambulance. Son coéquipier, Timo Rautiainen, n’a pas été touché dans l’accident. Il se remet vite de cet incident mais termine finalement une nouvelle fois vice-champion, ayant échoué pour quatre points face à Sébastien Loeb. Il prend sa retraite en WRC au soir du rallye de Grande-Bretagne qu'il termine à la deuxième place.

### Championnat d'Europe de rallycrosset participation ponctuelle en WRC
Après une année 2008 marquée par une participation au championnat d'Europe de rallycross, Marcus Grönholm et Timo Rautiainen ont participé en 2009 au rallye du Portugal. Il ne s'agit pour l'instant que d'une participation ponctuelle et non d'un retour complet en championnat du monde des rallyes. À cette occasion, l'équipage finlandais s'est engagé au volant d'une Subaru Impreza WRC, alignée par Prodrive (ancienne équipe officielle Subaru) et financée par l'office du tourisme du Portugal. L'équipage a abandonné au cours de la deuxième journée sur sortie de route, après avoir pointé à la 4e place du rallye après la première étape. En 2010, Grönholm prend part au Rallye de Suède. À cette occasion, il remporte une spéciale au volant de sa Ford Stobart, mais est victime d'ennuis électriques et d'une crevaison. Il achève le rallye à la vingt-et-unième place.

### Pikes Peak
Le 19 juillet 2009, Marcus Grönholm est engagé pour sa première fois à la Course de Côte prestigieuse de Pikes Peak au Colorado (Hill Climb). Il sera à bord d'une Ford Fiesta 4x4 2L 800cv. Il finit 2e de cette mythique course de côte dans la catégorie "Unlimited Class" ce qui lui valut le titre de "rookie of the years"

### Global RallyCross
Marcus Grönholm s'engage en 2012 pour six manches du championnat américain Global RallyCross. En 2011, il termine déjà second des X Games Rally (épreuve américaine Car Racing, rallye classique).

### Pilote d'essais chez Volkswagen (depuis 2014)
Le double champion du monde des rallyes finlandais signe un contrat avec Volkswagen Motorsport, écurie championne des constructeurs en 2013, le 11 août 2014.

## Palmarès

### Titres
| Saison | Titre                                       | Voiture                                    |
| ------ | ------------------------------------------- | ------------------------------------------ |
| 1991   | Champion de Finlande des rallyes (groupe N) | Toyota Celica GT-Four                      |
| 1994   | Champion de Finlande des rallyes (groupe A) | Toyota Celica Turbo 4WD                    |
| 1996   | Champion de Finlande des rallyes (groupe A) | Toyota Celica GT-Four                      |
| 1997   | Champion de Finlande des rallyes (groupe A) | Toyota Celica GT-Four                      |
| 1998   | Champion de Finlande des rallyes (groupe A) | Toyota Celica GT-Four / Toyota Corolla WRC |
| 2000   | Champion du monde des rallyes               | Peugeot 206 WRC                            |
| 2002   | Champion du monde des rallyes               | Peugeot 206 WRC                            |

### Victoires

#### Victoires en championnat d'Europe des rallyes
| # | Saison | Rallye              | Pays     | Copilote        | Voiture                 |
| - | ------ | ------------------- | -------- | --------------- | ----------------------- |
| 1 | 1996   | 31e Rallye Arctique | Finlande | Timo Rautiainen | Toyota Celica Turbo 4WD |
| 2 | 1997   | 32e Rallye Arctique | Finlande | Timo Rautiainen | Toyota Celica GT-Four   |
| 3 | 1998   | 33e Rallye Arctique | Finlande | Timo Rautiainen | Toyota Celica GT-Four   |

#### Victoires en championnat du monde des rallyes
| #  | Saison | Rallye                         | Pays             | Copilote        | Voiture              |
| -- | ------ | ------------------------------ | ---------------- | --------------- | -------------------- |
| 1  | 2000   | 49e Rallye de Suède            | Suède            | Timo Rautiainen | Peugeot 206 WRC      |
| 2  | 2000   | 30e Rallye de Nouvelle-Zélande | Nouvelle-Zélande | Timo Rautiainen | Peugeot 206 WRC      |
| 3  | 2000   | 50e Rallye de Finlande         | Finlande         | Timo Rautiainen | Peugeot 206 WRC      |
| 4  | 2000   | 13e Rallye d'Australie         | Australie        | Timo Rautiainen | Peugeot 206 WRC      |
| 5  | 2001   | 51e Rallye de Finlande         | Finlande         | Timo Rautiainen | Peugeot 206 WRC      |
| 6  | 2001   | 14e Rallye d'Australie         | Australie        | Timo Rautiainen | Peugeot 206 WRC      |
| 7  | 2001   | 57e Rallye de Grande-Bretagne  | Royaume-Uni      | Timo Rautiainen | Peugeot 206 WRC      |
| 8  | 2002   | 51e Rallye de Suède            | Suède            | Timo Rautiainen | Peugeot 206 WRC      |
| 9  | 2002   | 30e Rallye de Chypre           | Chypre           | Timo Rautiainen | Peugeot 206 WRC      |
| 10 | 2002   | 52e Rallye de Finlande         | Finlande         | Timo Rautiainen | Peugeot 206 WRC      |
| 11 | 2002   | 32e Rallye de Nouvelle-Zélande | Nouvelle-Zélande | Timo Rautiainen | Peugeot 206 WRC      |
| 12 | 2002   | 15e Rallye d'Australie         | Australie        | Timo Rautiainen | Peugeot 206 WRC      |
| 13 | 2003   | 52e Rallye de Suède            | Suède            | Timo Rautiainen | Peugeot 206 WRC      |
| 14 | 2003   | 33e Rallye de Nouvelle-Zélande | Nouvelle-Zélande | Timo Rautiainen | Peugeot 206 WRC      |
| 15 | 2003   | 23e Rallye d'Argentine         | Argentine        | Timo Rautiainen | Peugeot 206 WRC      |
| 16 | 2004   | 54e Rallye de Finlande         | Finlande         | Timo Rautiainen | Peugeot 307 WRC      |
| 17 | 2005   | 55e Rallye de Finlande         | Finlande         | Timo Rautiainen | Peugeot 307 WRC      |
| 18 | 2005   | 5e Rallye du Japon             | Japon            | Timo Rautiainen | Peugeot 307 WRC      |
| 19 | 2006   | 74e Rallye Monte-Carlo         | Monaco           | Timo Rautiainen | Ford Focus RS WRC 06 |
| 20 | 2006   | 55e Rallye de Suède            | Suède            | Timo Rautiainen | Ford Focus RS WRC 06 |
| 21 | 2006   | 53e Rallye de l'Acropole       | Grèce            | Timo Rautiainen | Ford Focus RS WRC 06 |
| 22 | 2006   | 56e Rallye de Finlande         | Finlande         | Timo Rautiainen | Ford Focus RS WRC 06 |
| 23 | 2006   | 7e Rallye de Turquie           | Turquie          | Timo Rautiainen | Ford Focus RS WRC 06 |
| 24 | 2006   | 36e Rallye de Nouvelle-Zélande | Nouvelle-Zélande | Timo Rautiainen | Ford Focus RS WRC 06 |
| 25 | 2006   | 62e Rallye de Grande-Bretagne  | Royaume-Uni      | Timo Rautiainen | Ford Focus RS WRC 06 |
| 26 | 2007   | 56e Rallye de Suède            | Suède            | Timo Rautiainen | Ford Focus RS WRC 06 |
| 27 | 2007   | 4e Rallye de Sardaigne         | Italie           | Timo Rautiainen | Ford Focus RS WRC 06 |
| 28 | 2007   | 54e Rallye de l'Acropole       | Grèce            | Timo Rautiainen | Ford Focus RS WRC 06 |
| 29 | 2007   | 57e Rallye de Finlande         | Finlande         | Timo Rautiainen | Ford Focus RS WRC 07 |
| 30 | 2007   | 37e Rallye de Nouvelle-Zélande | Nouvelle-Zélande | Timo Rautiainen | Ford Focus RS WRC 07 |

### Records détenus en championnat du monde des rallyes
- Victoires sur neige : 5 (record partagé avec Stig Blomqvist)
- Victoires consécutives sur neige : 2 (record partagé avec Mats Jonsson, Tommi Mäkinen et Mikko Hirvonen)
- Victoires à domicile : 7, au Rallye de Finlande 2000, 2001, 2002, 2004, 2005, 2006, 2007

### Race of Champions
- Champion des Champions : 2002.
- Coupe des Nations: 2006 (en équipe avec Heikki Kovalainen)

## Résultats en rallye

### Résultats détaillés en championnat du monde des rallyes
| Saison | Rallye | Rallye | Rallye | Rallye | Rallye | Rallye | Rallye | Rallye | Rallye | Rallye | Rallye | Rallye | Rallye | Rallye | Rallye | Rallye | Points | Classement final |
| ------ | ------ | ------ | ------ | ------ | ------ | ------ | ------ | ------ | ------ | ------ | ------ | ------ | ------ | ------ | ------ | ------ | ------ | ---------------- |
| 1989   | SWE    | MON    | POR    | KEN    | FRA    | GRE    | NZL    | ARG    | FIN    | AUS    | ITA    | CIV    | GBR    |        |        |        | 0      | -                |
| 1989   | -      | -      | -      | -      | -      | -      | -      | -      | 23e    | -      | -      | -      | -      |        |        |        | 0      | -                |
|        |        |        |        |        |        |        |        |        |        |        |        |        |        |        |        |        |        |                  |
| 1990   | MON    | SWE    | POR    | KEN    | FRA    | GRE    | NZL    | ARG    | FIN    | AUS    | ITA    | CIV    | GBR    |        |        |        | 0      | -                |
| 1990   | -      | An.    | -      | -      | -      | -      | -      | -      | Ab.    | -      | -      | -      | -      |        |        |        | 0      | -                |
|        |        |        |        |        |        |        |        |        |        |        |        |        |        |        |        |        |        |                  |
| 1991   | MON    | SWE    | POR    | KEN    | FRA    | GRE    | NZL    | ARG    | FIN    | AUS    | ITA    | CIV    | ESP    | GBR    |        |        | 0      | -                |
| 1991   | -      | -      | -      | -      | -      | -      | -      | -      | 13e    | -      | -      | -      | -      | -      |        |        | 0      | -                |
|        |        |        |        |        |        |        |        |        |        |        |        |        |        |        |        |        |        |                  |
| 1992   | MON    | SWE    | POR    | KEN    | FRA    | GRE    | NZL    | ARG    | FIN    | AUS    | ITA    | CIV    | ESP    | GBR    |        |        | 0      | -                |
| 1992   | -      | Ab.    | -      | -      | -      | -      | -      | -      | Ab.    | -      | -      | -      | -      | -      |        |        | 0      | -                |
|        |        |        |        |        |        |        |        |        |        |        |        |        |        |        |        |        |        |                  |
| 1993   | MON    | SWE    | POR    | KEN    | FRA    | GRE    | ARG    | NZL    | FIN    | AUS    | ITA    | ESP    | GBR    |        |        |        | 1      | 71e              |
| 1993   | -      | -      | -      | -      | -      | -      | -      | -      | 10e    | -      | -      | -      | -      |        |        |        | 1      | 71e              |
|        |        |        |        |        |        |        |        |        |        |        |        |        |        |        |        |        |        |                  |
| 1994   | MON    | POR    | KEN    | FRA    | GRE    | ARG    | NZL    | FIN    | ITA    | GBR    |        |        |        |        |        |        | 8      | 22e              |
| 1994   | -      | -      | -      | -      | -      | -      | -      | 5e     | -      | -      |        |        |        |        |        |        | 8      | 22e              |
|        |        |        |        |        |        |        |        |        |        |        |        |        |        |        |        |        |        |                  |
| 1995   | MON    | SWE    | POR    | FRA    | NZL    | AUS    | ESP    | GBR    |        |        |        |        |        |        |        |        | 0      | -                |
| 1995   | -      | Ab.    | Ab.    | -      | Ab.    | -      | -      | -      |        |        |        |        |        |        |        |        | 0      | -                |
|        |        |        |        |        |        |        |        |        |        |        |        |        |        |        |        |        |        |                  |
| 1996   | SWE    | KEN    | INA    | GRE    | ARG    | FIN    | AUS    | ITA    | ESP    |        |        |        |        |        |        |        | 14     | 10e              |
| 1996   | 7e     | -      | -      | -      | -      | 4e     | -      | -      | -      |        |        |        |        |        |        |        | 14     | 10e              |
|        |        |        |        |        |        |        |        |        |        |        |        |        |        |        |        |        |        |                  |
| 1997   | MON    | SWE    | KEN    | POR    | ESP    | FRA    | ARG    | GRE    | NZL    | FIN    | INA    | ITA    | AUS    | GBR    |        |        | 5      | 12e              |
| 1997   | -      | 8e     | -      | Ab.    | -      | -      | 4e     | -      | -      | Ab.    | -      | -      | -      | 5e     |        |        | 5      | 12e              |
|        |        |        |        |        |        |        |        |        |        |        |        |        |        |        |        |        |        |                  |
| 1998   | MON    | SWE    | KEN    | POR    | ESP    | FRA    | ARG    | GRE    | NZL    | FIN    | INA    | ITA    | AUS    | GBR    |        |        | 2      | 16e              |
| 1998   | -      | 5e     | -      | Ab.    | Ab.    | -      | -      | -      | Ab.    | 7e     | An.    | -      | -      | Ab.    |        |        | 2      | 16e              |
|        |        |        |        |        |        |        |        |        |        |        |        |        |        |        |        |        |        |                  |
| 1999   | MON    | SWE    | KEN    | POR    | ESP    | FRA    | ARG    | GRE    | NZL    | FIN    | CHN    | ITA    | AUS    | GBR    |        |        | 5      | 15e              |
| 1999   | -      | Ab.    |        | Ab.    | -      | -      | -      | Ab.    | -      | 4e     | -      | 8e     | 5e     | Ab.    |        |        | 5      | 15e              |
|        |        |        |        |        |        |        |        |        |        |        |        |        |        |        |        |        |        |                  |
| 2000   | MON    | SWE    | KEN    | POR    | ESP    | ARG    | GRE    | NZL    | FIN    | CYP    | FRA    | ITA    | AUS    | GBR    |        |        | 65     | 1er              |
| 2000   | Ab.    | 1er    | Ab.    | 2e     | 5e     | 2e     | Ab.    | 1er    | 1er    | Ab.    | 5e.    | 4e     | 1er    | 2e     |        |        | 65     | 1er              |
|        |        |        |        |        |        |        |        |        |        |        |        |        |        |        |        |        |        |                  |
| 2001   | MON    | SWE    | POR    | ESP    | ARG    | CYP    | GRE    | KEN    | FIN    | NZL    | ITA    | FRA    | AUS    | GBR    |        |        | 36     | 4e               |
| 2001   | Ab.    | Ab.    | 3e     | Ab.    | Ab.    | Ab.    | Ab.    | Ab.    | 1er    | 5e     | 7e     | Ab.    | 1er    | 1er    |        |        | 36     | 4e               |
|        |        |        |        |        |        |        |        |        |        |        |        |        |        |        |        |        |        |                  |
| 2002   | MON    | SWE    | FRA    | ESP    | CYP    | ARG    | GRE    | KEN    | FIN    | GER    | ITA    | NZL    | AUS    | GBR    |        |        | 77     | 1er              |
| 2002   | 5e     | 1er    | 2e     | 4e     | 1er    | Dq.    | 2e     | Ab.    | 1er    | 3e     | 2e     | 1er    | 1er    | Ab.    |        |        | 77     | 1er              |
|        |        |        |        |        |        |        |        |        |        |        |        |        |        |        |        |        |        |                  |
| 2003   | MON    | SWE    | TUR    | NZL    | ARG    | GRE    | CYP    | GER    | FIN    | AUS    | ITA    | FRA    | ESP    | GBR    |        |        | 46     | 6e               |
| 2003   | 13e    | 1er    | 9e     | 1er    | 1er    | Ab.    | Ab.    | 2e     | Ab.    | Ab.    | Ab.    | 4e     | 6e     | Ab.    |        |        | 46     | 6e               |
|        |        |        |        |        |        |        |        |        |        |        |        |        |        |        |        |        |        |                  |
| 2004   | MON    | SWE    | MEX    | NZL    | CYP    | GRE    | TUR    | ARG    | FIN    | GER    | JPN    | GBR    | ITA    | FRA    | ESP    | AUS    | 62     | 5e               |
| 2004   | 4e     | 2e     | 6e     | 2e     | Dq.    | Ab.    | 2e     | Ab.    | 1er    | Ab.    | 4e     | Ab.    | 7e     | 4e     | 2e     | Ab.    | 62     | 5e               |
|        |        |        |        |        |        |        |        |        |        |        |        |        |        |        |        |        |        |                  |
| 2005   | MON    | SWE    | MEX    | NZL    | ITA    | CYP    | TUR    | GRE    | ARG    | FIN    | GER    | GBR    | JPN    | FRA    | ESP    | AUS    | 71     | 3e               |
| 2005   | 5e     | Ab.    | 2e     | 2e     | 3e     | Ab.    | 3e     | 4e     | 2e     | 1er    | 3e     | Ab.    | 1er    | Ab.    | Ab.    | Ab.    | 71     | 3e               |
|        |        |        |        |        |        |        |        |        |        |        |        |        |        |        |        |        |        |                  |
| 2006   | MON    | SWE    | MEX    | ESP    | FRA    | ARG    | ITA    | GRE    | GER    | FIN    | JPN    | CYP    | TUR    | AUS    | NZL    | GBR    | 111    | 2e               |
| 2006   | 1er    | 1er    | 8e     | 3e     | 2e     | 10e    | Ab.    | 1er    | 3e     | 1er    | 2e     | 2e     | 1er    | 5e     | 1er    | 1er    | 111    | 2e               |
|        |        |        |        |        |        |        |        |        |        |        |        |        |        |        |        |        |        |                  |
| 2007   | MON    | SWE    | NOR    | MEX    | POR    | ARG    | ITA    | GRE    | FIN    | GER    | NZL    | ESP    | FRA    | JPN    | IRL    | GBR    | 112    | 2e               |
| 2007   | 3e     | 1er    | 2e     | 2e     | 4e     | 2e     | 1er    | 1er    | 1er.   | 4e     | 1er    | 3e     | 2e     | Ab.    | Ab.    | 2e     | 112    | 2e               |
|        |        |        |        |        |        |        |        |        |        |        |        |        |        |        |        |        |        |                  |
| 2009   | IRL    | NOR    | CYP    | POR    | ARG    | ITA    | GRE    | POL    | FIN    | AUS    | ESP    | GBR    |        |        |        |        | 0      | -                |
| 2009   | -      | -      | -      | Ab.    | -      | -      | -      | -      | -      | -      | -      | -      |        |        |        |        | 0      | -                |
|        |        |        |        |        |        |        |        |        |        |        |        |        |        |        |        |        |        |                  |
| 2010   | SWE    | MEX    | JOR    | TUR    | NZL    | POR    | BUL    | FIN    | GER    | JPN    | FRA    | ESP    | GBR    |        |        |        | 0      | -                |
| 2010   | 21e    | -      | -      | -      | -      | -      | -      | -      | -      | -      | -      | -      | -      |        |        |        | 0      | -                |

- légende

Ab. = Abandon 

An. = Rallye annulé 

Dq. = Disqualifié 

### Résultats complets en championnat du monde des rallyes
| Saison | Équipe                    | Départs | Victoires | Podiums | Abandons | Points | Classement final |
| ------ | ------------------------- | ------- | --------- | ------- | -------- | ------ | ---------------- |
| 1989   | Privé                     | 1       | 0         | 0       | 0        | 0      | -                |
| 1990   | Privé                     | 1       | 0         | 0       | 1        | 0      | -                |
| 1991   | Privé                     | 1       | 0         | 0       | 0        | 0      | -                |
| 1992   | Privé                     | 2       | 0         | 0       | 2        | 0      | -                |
| 1993   | Privé                     | 1       | 0         | 0       | 0        | 1      | 71e              |
| 1994   | Privé                     | 1       | 0         | 0       | 0        | 8      | 22e              |
| 1995   | Privé                     | 3       | 0         | 0       | 3        | 0      | -                |
| 1996   | Privé                     | 2       | 0         | 0       | 0        | 14     | 10e              |
| 1997   | Toyota, Privé             | 5       | 0         | 0       | 2        | 5      | 12e              |
| 1998   | Toyota, HF Grifone, Privé | 6       | 0         | 0       | 4        | 2      | 16e              |
| 1999   | Seat, Mitsubishi, Peugeot | 7       | 0         | 0       | 4        | 5      | 15e              |
| 2000   | Peugeot                   | 14      | 4         | 7       | 4        | 65     | Champion         |
| 2001   | Peugeot                   | 14      | 3         | 4       | 8        | 36     | 4e               |
| 2002   | Peugeot                   | 14      | 5         | 9       | 3        | 77     | Champion         |
| 2003   | Peugeot                   | 14      | 3         | 4       | 6        | 46     | 6e               |
| 2004   | Peugeot                   | 16      | 1         | 5       | 6        | 62     | 5e               |
| 2005   | Peugeot                   | 16      | 2         | 8       | 6        | 71     | 3e               |
| 2006   | Ford                      | 16      | 7         | 12      | 1        | 111    | 2e               |
| 2007   | Ford                      | 16      | 5         | 12      | 2        | 112    | 2e               |
| 2009   | Privé                     | 1       | 0         | 0       | 1        | 0      | -                |
| 2010   | Privé                     | 1       | 0         | 0       | 0        | 0      | -                |
| Total  |                           | 152     | 30        | 61      | 53       | 615    | 2 titres         |

### Autre victoire

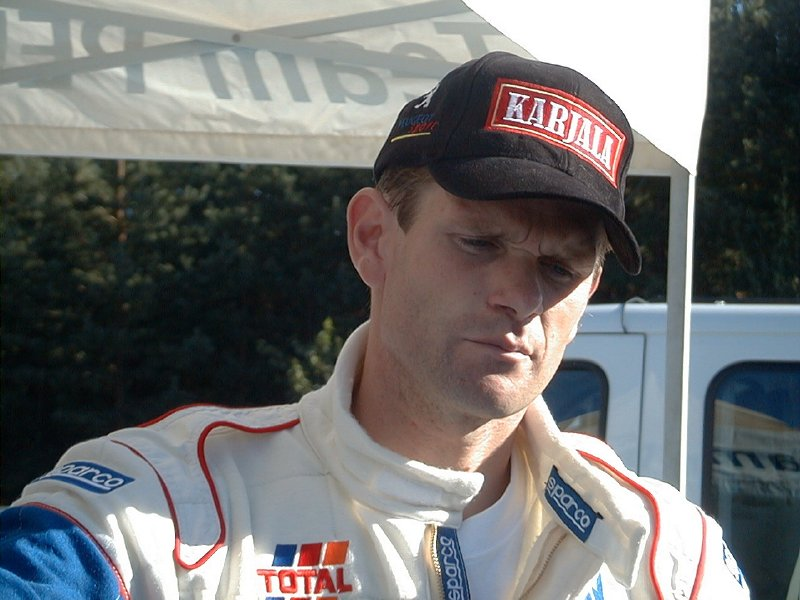
M.Grönholm au rallye de Finlande 2001.

- Rallylegend de Saint-Marin (VHC): 2009.

## Distinctions
- Autosport Autosport's International Rally Driver Annual Award 2002 et 2007